# Brian McFadden
Brian Nicholas McFadden (Dublín, Irlanda; 12 de abril de 1980) es un cantante irlandés de música pop y exmiembro del grupo Westlife, el cual abandonó en 2004. Estuvo casado con Kerry Katona, miembro de Atomic Kitten. También es hermano de Susan McFadden, actriz y ganadora de un reality show.

## Biografía
Hijo de Mairead y Brendan McFadden, tiene una hermana, Susan. Asistió a la escuela Billie Barry Stage en Dublín y protagonizó como actor en la mayoría de teatros en Irlanda. También ha tenido un papel en el show de televisión, "Finbar's Class", una comedia. En 1988, comenzó una banda pop y R&B llamada Lapdance, que actuaba en vivo en pubs de Dublín.

### Westlife
La carrera musical de Brian se inició con el grupo Westlife, banda que se fundó en 1998 cuando la lista de integrantes del grupo I.O.U fue modificada y 3 miembros no continuaron más. Entonces tuvieron lugar varias audiciones en Dublín con objeto de encontrar dos nuevos elementos para el grupo. De entre 300 aspirantes eligieron a Brian, quien venía saliendo de la escuela de artes escénicas de Billie Barry, y a Nicky Byrne, que fueron elegidos por escribir y tener una buena interpretación.
Con mucho éxito los primeros siete singles de Westlife entraron directamente en el número uno de las listas. El grupo ha obtenido un enorme éxito en el Reino Unido, Asia, Latinoamérica, e Irlanda, donde los números uno conseguidos en la lista de singles superan ya la decena; en el resto del mundo, [excepto en Estados Unidos], han logrado también una gran popularidad.
En 2002 Bop Bop Baby, escrita por Brian y Shane, alcanzó la posición #5 de las listas de ventas.
McFadden abandonó la banda en 2004. El 4 de marzo, en una conferencia de prensa en Dublín, los integrantes del grupo anunciaron el retiro de uno de sus miembros. Las excusas dadas fueron que él necesitaba más tiempo para pasar con su familia y que Westlife le estaba quitando mucho tiempo a ellos.

### Carrera de solista
Su primer álbum fue Irish Son, que contenía Real to me, éxito en varios países, además de otros sencillos como Irish Son, Demons o Almost Here, que es un dúo con la cantante australiana Delta Goodrem, con quien mantuvo una relación sentimental.
En 2006 McFadden reapareció con un nuevo sencillo, Everybody's Someone, un dúo con la cantante Leann Rimes.

### Set In Stone
Su segundo álbum, "Set In Stone", publicado en el verano europeo, y en el 19 de abril de 2008 en Australia y Nueva Zelanda.Para este álbum, Brian cambio de disquera abandonando Sony Music debido al bajo desempeño que tuvo su anterior álbum, por lo cual lanza este álbum bajo el sello de Universal Records Australia, por lo cual se le pide hacer un cambio en su estilo musical. Su primer sencillo en Australia y Nueva Zelanda será una nueva versión de 'Like Only A Woman Cant. Decide lanzar como segundo sencillo "Twisted" que logra colocarse en top 30. Se lanza como tercer y último sencillo, "Everything but you" el cual falla al ingresar al top 50.

### Wall of Soundz
Después de promocionar su segundo álbum, Brian abandona Universal Records ya que nunca estuvo de acuerdo con el estilo musical que se manejó para el álbum, y firma con la compañía BMF Records. Así lanza su tercer álbum "Wall of Soundz", teniendo como primer sencillo "Just Say So", con la colaboración del cantante y productor discográfico estadounidense Kevin Rudolf, la cual debutó en no.1 y permaneciendo 3 semanas en el puesto, además de conseguir el certificado de platino. El álbum logró posicionarse en el número 27 del top 50.
Se anunció posteriormente que el segundo sencillo sería "Chemical Rush", que se posicionó en el no. 12. Como último sencillo del álbum fue escogido el tema "Mistakes", que contaba con Delta Goodrem. Brian también participó en un álbum de duetos de Ronan Keating con un cover de la canción "Love Somebody", de los Bee Gees.

### Nuevo álbum
El 25 de febrero de 2011, McFadden lanza su nuevo sencillo "Just the Way You Are (Drunk at the Bar)". El sencillo fue muy criticado porque hace referencias al consumo de drogas para tener sexo no consensual, debido a esto fracasa en los charts, por lo cual Brian decide cancelar la grabación del vídeoclip. En junio del 2011 lanza un nuevo sencillo, "Come Party", el cual tampoco logra un buen desempeño comercial. El tercer sencillo "That's How Life Goes" tampoco consigue despegar. Debido al mal desempeño de los 3 primeros sencillos, se decide retrasar la salida del nuevo álbum y cancelar la promoción de sencillos. Se piensa que la ruptura con Delta Goodrem y la campaña negativa contra el sencillo "Just The Way You Are (Drunk At The Bar") afectó de manera negativa a su carrera. En enero de 2012, Brian decide reiniciar la promoción del nuevo álbum, con el sencillo "Wrap My Arms". Los sencillos "Just the Way You Are (Drunk at the Bar)", "Come Party" y "That's How Life Goes", no fueron incluidos en el nuevo álbum, por lo cual que quedaron como sencillos independientes que no pertenecen a ningún álbum.

## Vida personal
Se casó con la cantante Kerry Katona, de la banda británica Atomic Kitten, el 5 de enero de 2002 en la Iglesia de la Inmaculada Concepción en Rathfeigh, County Meath (Irlanda). Se divorciaron en septiembre de 2004. De este matrimonio nacieron sus hijas, Molly, (Dublín, 31 de agosto de 2001) y Lilly-Sue (Dublín, 3 de febrero de 2003).
Estuvo en una relación con Delta Goodrem entre 2004 y 2011.
En 2012 se casó con la personalidad de televisión, Vogue Williams. Se separaron en 2015 y se divorciaron en 2017.
En diciembre de 2019, McFadden anunció su compromiso con la profesora Danielle Parkinson después de tres años juntos. McFadden anunció en noviembre de 2020 que la pareja estaba esperando su primer hijo juntos y el tercero de McFadden. Su hija, Ruby Jean McFadden, nació el 16 de mayo de 2021.

## Controversias

### Comentarios homofóbicos
Durante su participación en el show de la mañana en More FM en Auckland, Nueva Zelanda, McFadden hizo una serie de comentarios despectivos acerca de los homosexuales.
"Decir rosa es una forma de estar diciendo rojo como decir que homosexual es una manera de decir hombre... Tiempo atrás no existía hay tal cosa como los gay. Era mal visto. La iglesia los quemaba en la hoguera. Ahora, si no eres gay, no debes vestir de rosa."
Los comentarios de McFadden provocaron un considerable reproche de la comunidad gay. Más tarde, se descubrió que él se había vestido de rosa en uno de sus conciertos. Su excompañero de Westlife, Mark Feehily, es gay.

Más tarde, McFadden realizó una declaración pública a través de su publicista en la que negó ser homofóbico.
"En conclusión, esas acusaciones de que soy homofóbico están muy lejos de la verdad. Algunos de mis amigos y colegas son gais y si yo, realmente fuese homofóbico, diría que he elegido la peor industria."

### Custodia de sus hijas
Reportes de octubre de 2008 indican que McFadden inició un juicio por la custodia de sus hijas con Kerry Katona después de una serie de extrañas apariciones en la televisión del Reino Unido. El 22 de octubre de 2008, en el show "This Morning" de ITV, Katona apareció ebria y realizando comentarios inapropiados. McFadden más tarde negó estos informes, diciendo que está feliz que sus hijas estén al cuidado de Katona.

## Discografía

### Álbumes
| Año  | Álbum                | Posicionamientos | Posicionamientos | Posicionamientos | Sello           |
| Año  | Álbum                | Reino Unido      | Irlanda          | Australia        | Sello           |
| ---- | -------------------- | ---------------- | ---------------- | ---------------- | --------------- |
| 2004 | Irish Son            | 24               | 6                | —                | Sony BMG        |
| 2008 | Set in Stone         | —                | —                | 5                | Universal Music |
| 2010 | Wall Of Soundz       | —                | —                | 27               | BMF Records     |
| 2012 | The Irish Connection | 51               | 75               | 66               | BMF Records     |

### Sencillos
| Año  | Sencillo                                  | Posicionamientos | Posicionamientos | Posicionamientos | Álbum               |
| Año  | Sencillo                                  | Reino Unido      | Irlanda          | Australia        | Álbum               |
| ---- | ----------------------------------------- | ---------------- | ---------------- | ---------------- | ------------------- |
| 2004 | «Real To Me»                              | 1                | 1                | 54               | Irish Son           |
| 2004 | «Irish Son»                               | 6                | 2                | 83               | Irish Son           |
| 2005 | «Almost Here» [con Delta Goodrem]         | 3                | 1                | 1                | Irish Son           |
| 2005 | «Demons»                                  | 28               | 24               | —                | Irish Son           |
| 2006 | «Everybody's Someone» [con LeAnn Rimes]   | 48               | 27               | —                | Whatever We Wanna   |
| 2007 | «Like Only a Woman Can»                   | —                | 1                | 13               | Set in Stone        |
| 2008 | «Twisted»                                 | —                | —                | 29               | Set in Stone        |
| 2008 | «Everything But You»                      | —                | —                | 72               | Set in Stone        |
| 2010 | «Just Say So» [con Kevin Rudolf]          | —                | —                | 1                | Wall Of Soundz      |
| 2010 | «Chemical Rush»                           | —                | —                | 12               | Wall Of Soundz      |
| 2010 | «Mistakes» [con Delta Goodrem]            | —                | —                | 41               | Wall Of Soundz      |
| 2011 | «Just the Way You Are (Drunk at the Bar)» | —                | —                | 49               | Sencillos sin álbum |
| 2011 | «Come party»                              | —                | —                | —                | Sencillos sin álbum |
| 2011 | «That's how life goes»                    | —                | —                | —                | Sencillos sin álbum |
| 2012 | «Wrap My Arms»                            | —                | —                | 70               | Sencillos sin álbum |
| 2013 | «Time to Save Our Love»                   | —                | —                | —                | Sencillos sin álbum |